# سوجاکو سوزوکی
سوجاکو سوزوکی (انگلیسی: Sujaku Suzuki; ۱ ژانویهٔ ۱۸۹۱ – ۱ ژانویهٔ ۱۹۷۲) نقاش اهل ژاپن بود.
از افتخارات وی میتوان به کسب مدال برنز نقاشی طراحی و آبرنگ در بخش مسابقات هنری بازی‌های المپیک تابستانی ۱۹۳۶ اشاره کرد.